# Kanton Le Sud-Minervois
Der Kanton Le Sud-Minervois ist ein französischer Wahlkreis im Département Aude in der Region Okzitanien. Er umfasst 18 Gemeinden im Arrondissement Narbonne. Bei der landesweiten Neuordnung der französischen Kantone wurde er 2015 als Kanton Sallèles-d’Aude neu geschaffen. Durch einen weiteren Erlass erhielt der Kanton zum 1. Januar 2016 seinen jetzigen Namen.

## Gemeinden
Der Kanton besteht aus 18 Gemeinden mit insgesamt 24.595 Einwohnern (Stand: 1. Januar 2022) auf einer Gesamtfläche von 196,40 km²:
| Gemeinde                | Einwohner 1. Januar 2022 | Fläche km² | Dichte Einw./km² | Code INSEE | Postleitzahl |
| ----------------------- | ------------------------ | ---------- | ---------------- | ---------- | ------------ |
| Argeliers               | 2.128                    | 10,79      | 197              | 11012      | 11120        |
| Bize-Minervois          | 1.292                    | 20,80      | 62               | 11041      | 11120        |
| Canet                   | 1.853                    | 14,04      | 132              | 11067      | 11200        |
| Ginestas                | 1.579                    | 9,50       | 166              | 11164      | 11120        |
| Mailhac                 | 585                      | 10,51      | 56               | 11212      | 11120        |
| Marcorignan             | 1.318                    | 5,64       | 234              | 11217      | 11120        |
| Mirepeisset             | 743                      | 5,19       | 143              | 11233      | 11120        |
| Moussan                 | 2.079                    | 14,88      | 140              | 11258      | 11120        |
| Ouveillan               | 2.635                    | 29,98      | 88               | 11269      | 11590        |
| Paraza                  | 700                      | 9,47       | 74               | 11273      | 11200        |
| Pouzols-Minervois       | 597                      | 10,15      | 59               | 11296      | 11120        |
| Raissac-d’Aude          | 234                      | 5,93       | 39               | 11307      | 11200        |
| Roubia                  | 514                      | 7,38       | 70               | 11324      | 11200        |
| Sainte-Valière          | 524                      | 6,39       | 82               | 11366      | 11120        |
| Saint-Marcel-sur-Aude   | 2.019                    | 8,37       | 241              | 11353      | 11120        |
| Saint-Nazaire-d’Aude    | 2.104                    | 8,63       | 244              | 11360      | 11120        |
| Sallèles-d’Aude         | 3.104                    | 12,55      | 247              | 11369      | 11590        |
| Ventenac-en-Minervois   | 587                      | 6,20       | 95               | 11405      | 11120        |
| Kanton Le Sud-Minervois | 24.595                   | 196,40     | 125              | 1116       | –            |

## Politik
| Vertreter im Departementrat | Vertreter im Departementrat          | Vertreter im Departementrat |
| Amtszeit                    | Namen                                | Partei                      |
| --------------------------- | ------------------------------------ | --------------------------- |
| 2015–                       | Dominique Godefroid Christian Lapalu | PS                          |